# Магдалена Властелица
Магдалена Властелица (рођена Марјановић; Гуча, 1972), магистар је сликарства.
Рођена је у Гучи, 1972. године, а одрасла је Чачку, где је завршила основну школу и Гимназију. Дипломирала је на сликарском одсеку Факултета ликовних уметности у Београду, у класи професорке Милице Стевановић 1996. године. Магистрирала је сликарство на истом факултету 2003. године у класи професора Зорана Вуковића.
Члан је УЛУС-а од 1997. године, као и Уније ликовних уметника Чешке Републике од 2000. године.
Живи и ствара у Чачку.

## Самосталне изложбе
- 1998. Галерија Задужбине Илије М. Kоларца, Београд
- 1999. Мали ликовни салон музеја, Kрагујевац
- 1999. Дом културе, Чачак
- 1999. Дом културе Гуча
- 2000. Галерија „Еминент“, Праг, Чешка република
- 2003. Магистарска изложба, галерија ФЛУ, Београд

## Важније колективне изложбе
- 1995. Галерија ФЛУ, изложба награђених радова студената, Београд
- 1996. „Тело”, изложба цртежа и мале пластике студената ФЛУ, Београд
- 1996. „Мала форма”, Kрушевац
- 1997. Галерија УЛУС, изложба нових чланова УЛУСа, Београд
- 1998. Изложба младих талената Чачка, „Они који долазе”, Чачак
- 2001. ВИ Међународни бијенале минијатуре, Горњи Милановац
- 2003. Изложба учесника међународне ликовне колоније „ПОААРТ2003. ЗА МИР”, Љубљана
- 2003. VII Међународни бијенале минијатуре, Горњи Милановац
- 2005. VIII Међународни бијенале минијатуре, Горњи Милановац
- 2005. Јесења изложба УЛУС-а, Београд
- 2005. В. новембарски салон, Kраљево
- 2005. Галерија „Надежда Петровић”, „Наслеђе”, Чачак, ретроспективна изложба друштва ликовних уметника Чачка
- 2008. IX Међународни бијенале минијатуре, Горњи Милановац
- 2009. Изложба акварела, Мексико
- 2009. Изложба акварела, Аргентина
- 2010. X Међународни бијенале минијатуре, Горњи Милановац
- 2010. УНЕСЦО галерија, „Пергамент Србија”, Париз
- 2011. Пролећни салон, гост салона по позиву уметничког савета, Горњи Милановац[2]
- 2012. XI Међународни бијенале минијатуре, Горњи Милановац
- 2012. Галерија Прогрес, учесник хуманитарне изложбе „Мали храбри џокеј”, Београд
- 2014. XII Међународни бијенале минијатуре, Горњи Милановац
- 2016. XIII Међународни бијенале минијатуре, Горњи Милановац[3]
- 2018. XIV Међународни бијенале минијатуре, Горњи Милановац
- 2019. Kултурна конекција-решење за будућност, Трст
- 2020. XV Међународни бијенале минијатуре, Горњи Милановац
- 2020. Изложба академских уметника Чачка, Чачак
- 2022. XVI Међународни бијенале минијатуре, Горњи Милановац

## Награде
- 1995. Награда ФЛУ за најбољи мозаик
- 2005. Награда Маржик на V новембарском салону

## Галерија
- Зимска ноћ, акрил на платну, 45x45 cm, 2015.
- Плава врата, акрил на платну 40x40 cm, 2017.
- Негде у Тоскани, акрил на платну, диптих, два дела по 30x30 cm, 2018.
- Предуго усидрени, акрил на платну 45x70 cm, 2019.
- Непознати град, акрил на платну, 60x60 cm, 2020.
- Писмо из плавог града, акрил на платну, 77x150 cm, 2020.
- Пут у даљину, акрил на платну, 60x60 cm, 2020.
- Бели град, акрил на платну, 60x60 cm, 2021.
- На брду, акрил на платну, 90x90 cm, 2021.
- Пут у Тоскани, акрил на платну, 60x60 cm, 2021.
- Весели град, акрил на платну, 90x90 cm, 2021.
- Усидрени, акрил на платну, 60x60 cm, 2022.